# Governatori romani della Mesia Inferiore

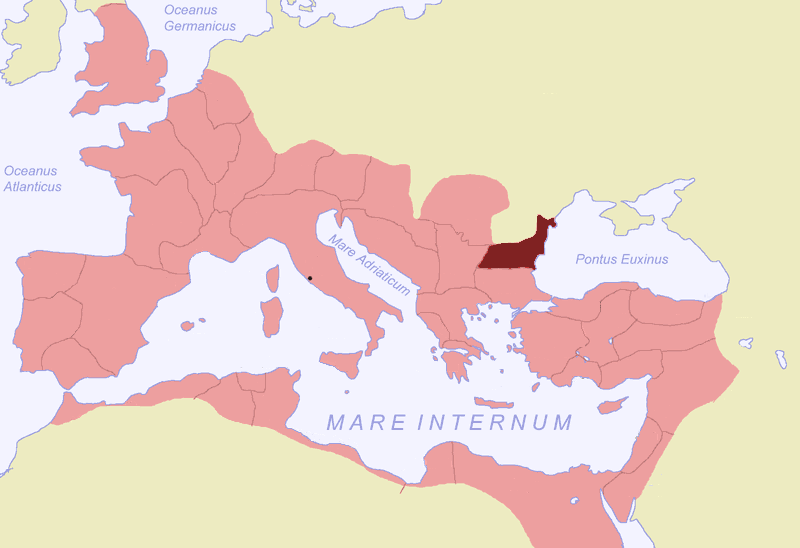
La provincia della Mesia inferiore all'interno dell'Impero romano

Questa è la lista dei governatori romani conosciuti della provincia della Mesia inferiore, localizzata nei moderni stati di Bulgaria e Romania (Dobruja). Sino alla riforma dioclezianea, tutti i governatori sono da intendere come Legati Augusti pro praetore di rango consolare.

## La provincia di Mesia inferiore
Il territorio fu conquistato da Marco Licinio Crasso (il nipote del triumviro) nel 29 a.C., e organizzato in provincia negli ultimi anni di Augusto. Domiziano, probabilmente nel corso delle sue campagne daciche, la divise in Moesia Superior e Moesia Inferior, corrispondenti rispettivamente alla parte occidentale e orientale. I legati, divenuti due, rimasero di rango consolare, mentre l'amministrazione fiscale venne assegnata, come già prima, ad un unico procurator Augusti. Quando Aureliano (270-275) decise di ritirarsi dalla Dacia, gli abitanti furono insediati in Moesia, e la parte centrale prese il nome di Dacia Aureliana.
Con la riforma dioclezianea, la Moesia Inferior venne divisa in Moesia Secunda e Scythia Minor. La Moesia Secunda incluse gran parte delle città. come Marcianopoli (Devnja), Odessus, Nicopoli all'Istro, Abrittus (Razgrad), Durostorum (Silistra), Transmarisca (Tutrakan), Sexaginta Prista (Ruse) e Novae (Svištov).

## Lista di governatori
| Lista dei Governatori romani della Mesia inferiore | Lista dei Governatori romani della Mesia inferiore                      | Lista dei Governatori romani della Mesia inferiore | Lista dei Governatori romani della Mesia inferiore | Lista dei Governatori romani della Mesia inferiore | Lista dei Governatori romani della Mesia inferiore | Lista dei Governatori romani della Mesia inferiore |
| -------------------------------------------------- | ----------------------------------------------------------------------- | -------------------------------------------------- | -------------------------------------------------- | -------------------------------------------------- | -------------------------------------------------- | -------------------------------------------------- |
| Anno                                               | Mesia inferiore                                                         | Mesia inferiore                                    | Mesia inferiore                                    | Mesia inferiore                                    | Mesia inferiore                                    | Mesia inferiore                                    |
| c. 86-89 (?)                                       | Marco Cornelio Nigrino Curiazio Materno                                 | Marco Cornelio Nigrino Curiazio Materno            | Marco Cornelio Nigrino Curiazio Materno            | Marco Cornelio Nigrino Curiazio Materno            | Marco Cornelio Nigrino Curiazio Materno            | Marco Cornelio Nigrino Curiazio Materno            |
| c. 92                                              | Sesto Ottaviano Frontone                                                | Sesto Ottaviano Frontone                           | Sesto Ottaviano Frontone                           | Sesto Ottaviano Frontone                           | Sesto Ottaviano Frontone                           | Sesto Ottaviano Frontone                           |
| c. 97                                              | Lucio Giulio Marino                                                     | Lucio Giulio Marino                                | Lucio Giulio Marino                                | Lucio Giulio Marino                                | Lucio Giulio Marino                                | Lucio Giulio Marino                                |
| c. 99                                              | Quinto Pomponio Rufo                                                    | Quinto Pomponio Rufo                               | Quinto Pomponio Rufo                               | Quinto Pomponio Rufo                               | Quinto Pomponio Rufo                               | Quinto Pomponio Rufo                               |
| c. 100                                             | Manio Laberio Massimo                                                   |                                                    |                                                    |                                                    |                                                    |                                                    |
| c. 103                                             | Quinto Fabio Postumino                                                  |                                                    |                                                    |                                                    |                                                    |                                                    |
| c. 105                                             | Aulo Cecilio Faustino                                                   |                                                    |                                                    |                                                    |                                                    |                                                    |
| c. ?                                               | Lucio Fabio Giusto                                                      |                                                    |                                                    |                                                    |                                                    |                                                    |
| c. 109                                             | sconosciuto                                                             |                                                    |                                                    |                                                    |                                                    |                                                    |
| c. 112                                             | Publio Calpurnio Macro                                                  |                                                    |                                                    |                                                    |                                                    |                                                    |
| c. 116-117                                         | Quinto Pompeo Falcone                                                   |                                                    |                                                    |                                                    |                                                    |                                                    |
| c. 120                                             | (Se)rtorio (? Broccho)                                                  |                                                    |                                                    |                                                    |                                                    |                                                    |
| ?                                                  | Gaio Ummidio Quadrato                                                   |                                                    |                                                    |                                                    |                                                    |                                                    |
| c. 126                                             | Gaio Bruzio Presente                                                    |                                                    |                                                    |                                                    |                                                    |                                                    |
| ?                                                  | Gnaeo Mininicio Faustino                                                |                                                    |                                                    |                                                    |                                                    |                                                    |
| c. 134                                             | Sesto Giulio Maior                                                      |                                                    |                                                    |                                                    |                                                    |                                                    |
| c. ?                                               | Marco Antonio Hibero                                                    |                                                    |                                                    |                                                    |                                                    |                                                    |
| c. ?                                               | Giulio Crasso                                                           |                                                    |                                                    |                                                    |                                                    |                                                    |
| c. ?                                               | Lucio Minicio Natale Quadronio Vero                                     |                                                    |                                                    |                                                    |                                                    |                                                    |
| c. 145                                             | Tiberio Claudio Saturnino                                               |                                                    |                                                    |                                                    |                                                    |                                                    |
| c. ?                                               | Gaio Prastina Messallino                                                |                                                    |                                                    |                                                    |                                                    |                                                    |
| c. ?                                               | Quinto Fuficio Cornuto                                                  |                                                    |                                                    |                                                    |                                                    |                                                    |
| c. 155                                             | Tiberio Flavio Longino                                                  |                                                    |                                                    |                                                    |                                                    |                                                    |
| c. 157                                             | Tiberio Pomponio Proculo Vitrasio Pollione                              |                                                    |                                                    |                                                    |                                                    |                                                    |
| c. 159-160                                         | Lucio Giulio Statilio Severo                                            |                                                    |                                                    |                                                    |                                                    |                                                    |
| c. ?                                               | Marco Iallio Basso Fabio Valeriano                                      |                                                    |                                                    |                                                    |                                                    |                                                    |
| c. 162                                             | Marco Servilio Fabiano Massimo                                          |                                                    |                                                    |                                                    |                                                    |                                                    |
| c. 165-167                                         | (Marco) Ponzio Leliano                                                  |                                                    |                                                    |                                                    |                                                    |                                                    |
| c. 168-169                                         | Sesto Calpurnio Agricola                                                |                                                    |                                                    |                                                    |                                                    |                                                    |
| c. 169-170                                         | Publio Vigellio Raio Plario Saturnino Atilio Braduano Caucidio Tertullo |                                                    |                                                    |                                                    |                                                    |                                                    |
| c. 171-172                                         | Marco Valerio Bradua                                                    |                                                    |                                                    |                                                    |                                                    |                                                    |
| c. 175-176                                         | Publio Elvio Pertinace                                                  |                                                    |                                                    |                                                    |                                                    |                                                    |
| c. ?                                               | Marco Macrinio Avito Catonio Vindice                                    |                                                    |                                                    |                                                    |                                                    |                                                    |
| c. 176-178                                         | Gaio Giunio Faustino Placido Postumiano                                 |                                                    |                                                    |                                                    |                                                    |                                                    |
| c. 185-192                                         | sconosciuto                                                             |                                                    |                                                    |                                                    |                                                    |                                                    |
| c. 193-194                                         | Publio Septimio Geta                                                    |                                                    |                                                    |                                                    |                                                    |                                                    |
| c. 194-196                                         | Pollieno Auspice                                                        |                                                    |                                                    |                                                    |                                                    |                                                    |
| c. 196-198                                         | Cosconio Genziano                                                       |                                                    |                                                    |                                                    |                                                    |                                                    |
| c. 198-202                                         | Gaio Ovinio Tertullo                                                    |                                                    |                                                    |                                                    |                                                    |                                                    |
| c. 202-205                                         | Lucio Aurelio Gallo                                                     |                                                    |                                                    |                                                    |                                                    |                                                    |
| c. 208-210                                         | Flavio Ulpiano                                                          |                                                    |                                                    |                                                    |                                                    |                                                    |
| c. 210/211-212/213                                 | Lucio Giulio Faustiniano                                                |                                                    |                                                    |                                                    |                                                    |                                                    |
| c. 212-215                                         | Quintiliano                                                             |                                                    |                                                    |                                                    |                                                    |                                                    |
| c. 215-217                                         | Marco Stazio Longino                                                    |                                                    |                                                    |                                                    |                                                    |                                                    |
| c. 217-218                                         | Publio Fu... Ponziano                                                   |                                                    |                                                    |                                                    |                                                    |                                                    |
| c. 218                                             | Marcio Agrippa                                                          |                                                    |                                                    |                                                    |                                                    |                                                    |
| c. 218-219/220                                     | Tiberio Flavio Novio Rufo                                               |                                                    |                                                    |                                                    |                                                    |                                                    |
| c. 220-221                                         | Giulio Antonio Seleuco                                                  |                                                    |                                                    |                                                    |                                                    |                                                    |
| c. 221-222                                         | Sergio Tiberiano                                                        |                                                    |                                                    |                                                    |                                                    |                                                    |
| c. 222-224                                         | Giulio Getulico                                                         |                                                    |                                                    |                                                    |                                                    |                                                    |
| c. ?                                               | Lucio Annio Italico Onorato                                             |                                                    |                                                    |                                                    |                                                    |                                                    |
| c. 225-226                                         | Fir... Filopappo                                                        |                                                    |                                                    |                                                    |                                                    |                                                    |
| c. 226-227                                         | Um.. Tereventino                                                        |                                                    |                                                    |                                                    |                                                    |                                                    |
| c. 227-228/229                                     | Tiberio Giulio Festo                                                    |                                                    |                                                    |                                                    |                                                    |                                                    |
| c. 228-229/230                                     | Lucio Mantennio Sabino                                                  |                                                    |                                                    |                                                    |                                                    |                                                    |
| c. 230-232                                         | (Sesto) Anicio Fausto Paulino                                           |                                                    |                                                    |                                                    |                                                    |                                                    |
| c. 232-235                                         | Gaio Messio Quinto Decio Valerino                                       |                                                    |                                                    |                                                    |                                                    |                                                    |
| c. 235-236                                         | Domizio Antigono                                                        |                                                    |                                                    |                                                    |                                                    |                                                    |
| c. 236-238                                         | Lucio Flavio Onorato Luciliano                                          |                                                    |                                                    |                                                    |                                                    |                                                    |
| c. 238-241                                         | Tullio Menofilo                                                         |                                                    |                                                    |                                                    |                                                    |                                                    |
| c. 241-242/243                                     | Sabinio Modesto                                                         |                                                    |                                                    |                                                    |                                                    |                                                    |
| c. 242/243-244                                     | Prosio Tertulliano                                                      |                                                    |                                                    |                                                    |                                                    |                                                    |
| c. 246-247                                         | Severiano                                                               |                                                    |                                                    |                                                    |                                                    |                                                    |
| c. 247-248                                         | Tiberio Claudio Marino Pacaziano                                        |                                                    |                                                    |                                                    |                                                    |                                                    |
| c. 248                                             | Gaio Messio Quinto Decio                                                |                                                    |                                                    |                                                    |                                                    |                                                    |
| c. ?                                               | Gaio Pe...                                                              |                                                    |                                                    |                                                    |                                                    |                                                    |
| c. 249-250                                         | Publio Post...                                                          |                                                    |                                                    |                                                    |                                                    |                                                    |
| c. 250-251                                         | Gaio Vibio Treboniano Gallo                                             |                                                    |                                                    |                                                    |                                                    |                                                    |
| c. 253                                             | Marco Emilio Emiliano                                                   |                                                    |                                                    |                                                    |                                                    |                                                    |
| c. 256-257                                         | Vitennio Giuvene                                                        |                                                    |                                                    |                                                    |                                                    |                                                    |
| c. 257-258                                         | Ingenuo                                                                 |                                                    |                                                    |                                                    |                                                    |                                                    |
| c. 258-259                                         | Regaliano                                                               |                                                    |                                                    |                                                    |                                                    |                                                    |
| c. 272-275                                         | Marco Aurelio Sebastiano                                                |                                                    |                                                    |                                                    |                                                    |                                                    |
| c. ?                                               | Claudio Nataliano                                                       |                                                    |                                                    |                                                    |                                                    |                                                    |